# Sagan om Sune
Sagan om Sune är den första boken om Sune av de svenska författarna Anders Jacobsson och Sören Olsson. Sagan om Sune sändes i Örebros lokalradio Radio Örebro 1983. Boken utkom sedan lagom till jul 1984. Anders skrev berättelserna själv, då han gjorde lumpen, och Sören illustrerade. Den fick först dålig kritik, men kom senare ut i reviderat skick.
Boken är en av titlarna i Tusen svenska klassiker.

## Bokomslaget
Bokomslaget visar Sune i sin röda tröja.

## Handling
Sune, som är 7 och har börjat i första klass på Söderskolan, är en så kallad "tjejtjusare". Bäst tycker han om barndomsvännen Sophie Blixt, som går i samma klass. De har känt varandra sedan de var små. Förutom att leka med Sophie så brukar Sune även gå i skolan, leka med sin lekkamrat Joakim Fröberg, bråka med sin lillebror "Håkan Bråkan". Boken inleds med en presentation av huvudkaraktärerna.
I skogen bredvid skolan utbryter "krig" (med kottar) under en rast, där ettorna och tvåorna ställs mot treorna. Sune och hans kompisar skall befria klasskamraten Daniel, men hamnar då i bråk med Bengt i trean, och Sune blir jagad på skolgården innan han räddas av klockan.
En fredag när Sune skall gå till skolan drabbas han av den så kallade "Goddaggoddagsjukan", där den som drabbats bara kan säga "Goddag, goddag" under några timmar. Han tvingas då kommunicera med lappar och försöker undvika att svara på frågor, innan lärarinnan under en lektion botar honom med "vanlig enkel nyfikenhet".
Under fritiden brukar barnen leka bollen i burken vid hyreshusen där Joakim bor, och då är till och med högstadieelever med snus och moped med ibland. Cathrin Åkerlund i klass 5 A räknar, och dunkar många barn, men då hon dunkat för Sophie springer Sune fram för att befria henne. Sune sparkar till Joakims fotboll, som kraschar rakt in genom fönstret på den lägenhet där den så kallade "Gäckande skuggan" bor. Han var varit ute och seglat på sjön samt suttit i fängelse, och Sune har hört rykten om att han haft fru och barn som försvunnit, ändå tjatar Joakim på honom. Sophie är inte rädd, och följer med, och det visar sig att han egentligen heter Alvin Hjalmar Edwin Gren och inte alls är farlig. Istället skrattar han åt situationen och förklarar att han själv var en liten buse när han var barn och bjuder Sune och Sophie på saft. Han berättar om livet på sjön, hur han kastades i fängelset i Tunis efter att ha bråkat med en grek om en flicka, och att det var frun och hans son som lämnade honom och försvann med en cirkusgubbe. Sune tycker det känns skönt att få veta sanningen. Alvin ger Sune och Sophie bollen och ber dem komma och hälsa på en annan gång-utan bollen.
När Sunes klass skall ha simundervisning åker de iväg med buss till badhuset. Sune skäms för att han inte kan simma, och då klassen delas in i simkunnig och icke-simkunnig grupp ljuger han och anmäler sig till den simkunniga gruppen, och imiterar simtagen (som han dock kan). När simläraren Lasse sedan skickar ut dem på djupt vatten visar det sig att han inte kan simma, och simläraren tvingas rädda honom. Sune svarar att det är larvigt att inte kunna simma, men ingen håller med om det, eftersom meningen med simskola just att lära sig simma.
Slutligen anländer sommaren, och Sune och hans klasskamrater går ur första klass.

## Ljudbok
Inläsningarna utgavs på kassettband av SR Örebro under titeln "Sagan om Sune". samt "Sagan om Sune del 2" och utkom även på två band EMI under titeln "Sagan om Sune" från 1987. samt "Sune får goddaggoddagsjukan" från 1988.
Bandet "Sune får goddaggoddagsjukan" innehåller berättelserna "Sune får goddaggoddagsjukan", "Sune blir botad" och "Bollen i burken" på sida A samt berättelserna "Gäckande skuggan", "Sune ska lära sig simma" och "Sune i badhuset" på sida B.

### Fotnoter
1. 1 2  Gradvall, Nordström, Nordström, Rabe, Jan, Björn, Ulf, Anina. Tusen svenska klassiker. Norstedts Förlagsgrup. Läst 12
2. ↑  ”Anders & Sören firar 30 år med Sune – tar hjälp av läsarna i nästa bok”. Egmont Publishing. 10 december 2014. http://news.cision.com/se/egmont-publishing/r/anders---soren-firar-30-ar-med-sune---tar-hjalp-av-lasarna-i-nasta-bok,c9694156. Läst 4 maj 2015.
3. ↑  ”Sagan om Sune” (på engelska). Worldcat. 17 mars 1984. https://www.worldcat.org/title/sagan-om-sune/oclc/185951810&referer=brief_results. Läst 29 mars 2015.
4. ↑  ”Anders Jacobsson”. Bonnier Carlsen. Arkiverad från originalet den 13 september 2015. https://web.archive.org/web/20150913070531/http://www.bonniercarlsen.se/forfattare/j/anders-jacobsson/. Läst 19 april 2015.
5. ↑  Ella Andrén (26 september 2009). ”Svenska klassiker?”. Dagens bok. http://dagensbok.com/2009/09/26/svenska-klassiker/. Läst 21 april 2015.
6. ↑  ”Sagan om Sune”. Svensk mediedatabas. ?. http://smdb.kb.se/catalog/id/001466545. Läst 28 april 2015.
7. ↑  ”Sagan om Sune del 2”. Svensk mediedatabas. 17 mars 1985. http://smdb.kb.se/catalog/id/001466539. Läst 28 april 2015.
8. ↑  ”Sagan om Sune”. Svensk mediedatabas. 17 mars 1987. http://smdb.kb.se/catalog/id/001495262. Läst 28 april 2015.
9. ↑  ”Sune får goddaggoddagsjukan”. Svensk mediedatabas. 17 mars 1988. http://smdb.kb.se/catalog/id/001495331. Läst 28 april 2015.
10. ↑  ”Sune får goddaggoddagsjukan” (på engelska). Discogs. 17 mars 1988. http://www.discogs.com/Anders-Jacobsson-och-S%C3%B6ren-Olsson-Sune-F%C3%A5r-Goddag-Goddag-Sjukan/release/1909106. Läst 28 april 2015.